# Maria Therese Tviberg
Maria Therese Tviberg est une skieuse alpine norvégienne, née le 7 avril 1994. Elle est championne du monde du parallèle lors des Mondiaux de Courchevel/Méribel 2023

## Biographie
Elle est active dans les compétitions officielles à partir de la saison 2009-2010 y compris la Coupe d'Europe.
Aux Championnats du monde junior 2013, elle est médaillée d'argent au combiné derrière sa compatriote Ragnhild Mowinckel. Elle est ensuite championne de Norvège de descente.
En décembre 2013, elle obtient son premier podium en Coupe d'Europe à la descente de Saint-Moritz avant de décrocher deux succès plus tard dans l'hiver.
En janvier 2015, elle fait ses débuts en Coupe du monde à Saint-Moritz, où elle parvient à marquer quelques points grâce à sa 16e place en descente.
Elle participe ensuite aux Championnats du monde de Beaver Creek où elle est 25e du super G et 27e de la descente.
Aux Championnats du monde junior 2015, elle est médaillée d'argent de la descente.
Elle se fait opérer en juin 2015 pour diverses blessures aux genoux et ne pourra donc concourir lors de la majeure partie de la saison 2015-2016.
Elle obtient son meilleur résultat en Coupe du monde en février 2017 au combiné de Crans Montana en finissant dixième. Aux Championnats du monde 2017, elle est notamment 14e du combiné.

## Palmarès

### Jeux olympiques d'hiver
| Épreuve / Édition | Slalom | Géant | Team event                          |
| ----------------- | ------ | ----- | ----------------------------------- |
| JO 2022 Pékin     |        |       | Médaille de bronze, Jeux olympiques |

### Championnats du monde
| Épreuve / Édition | Beaver Creek 2015 | Saint-Moritz 2017 | Courchevel-Méribel 2023 |
| ----------------- | ----------------- | ----------------- | ----------------------- |
| Descente          | 27e               | 25e               | -                       |
| Super G           | 25e               | 25e               | -                       |
| Combiné           | Abandon           | 14e               | -                       |
| Parallèle         | Abandon           | 14e               | Or                      |
| Par équipes       | -                 | -                 | Argent                  |

### Coupe du monde
- Meilleur classement général : 51e en 2017.
- Meilleur résultat : 10e.
- 1 podium par équipes.

#### Classements détaillés
| Année/Classement | Général | Général | Descente | Descente | Slalom | Slalom | Slalom géant | Slalom géant | Super G | Super G | Combiné | Combiné |
| Année/Classement | Class.  | Points  | Class.   | Points   | Class. | Points | Class.       | Points       | Class.  | Points  | Class.  | Points  |
| ---------------- | ------- | ------- | -------- | -------- | ------ | ------ | ------------ | ------------ | ------- | ------- | ------- | ------- |
| 2015             | 85e     | 26      | 38e      | 15       | -      | -      | -            | -            | 44e     | 11      | -       | -       |
| 2017             | 51e     | 150     | 31e      | 51       | -      | -      | -            | -            | 28e     | 47      | 11e     | 52      |
| 2019             | 114e    | 11      | -        | -        | -      | -      | 46e          | 11           | -       | -       | -       | -       |

### Championnats du monde junior
- Québec 2013
  -  Médaille d'argent au combiné.
- Hafjell 2015
  -  Médaille d'argent à la descente.

### Coupe d'Europe
- Gagnante du classement du combiné en 2014.
- 3 victoires (2 en combiné et 1 en descente).

Palmarès en mars 2019

### Championnats de Norvège
- Championne de la descente en 2013 et 2017.
- Championne du slalom géant en 2015.
- Championne du super G en 2017 et 2019.
- Championne du slalom en 2017.